# Хагіга ба-Снукер
Хагіга ба-Снукер (івр. חגיגה בסנוקר, «Веселий снукер», Оригінальна назва: Снукер)  — ізраїльська кінокомедія 1975 року режисера Боаза Давідсона і зірок ізраїльських комедій - Зеєв Ревах і Ієхуда Баркан.
Культовий фільм, один з найвідоміших ізраїльських фільмів усіх часів.

## Сюжет
Це історія двох близнюків - Азріель і Гавріель (обох грає Юда Баркан). Азріель є сором'язливим і релігійним євреєм, який працює в невеликому магазині, що продає фрукти в місті Яффо. Гавріель - хуліган, ледар і кишеньковий злодій, який керує клубом регбі. Гавріель і його друг Ханука намагаються заробити «легкі» гроші шляхом обману ні в чому не винних людей, залучаючи їх до азартних ігор. Одного разу Гавріель змушений відновити контакт зі своїм братом, тому що той не в ладах із злочинцем, який виграв парі на снукер, і єдиний спосіб Гавріель розплатитися по рахунках - продаж родового маєтку, яким він володіє разом з братом.